# Pfarrlinde (Frankenthal)

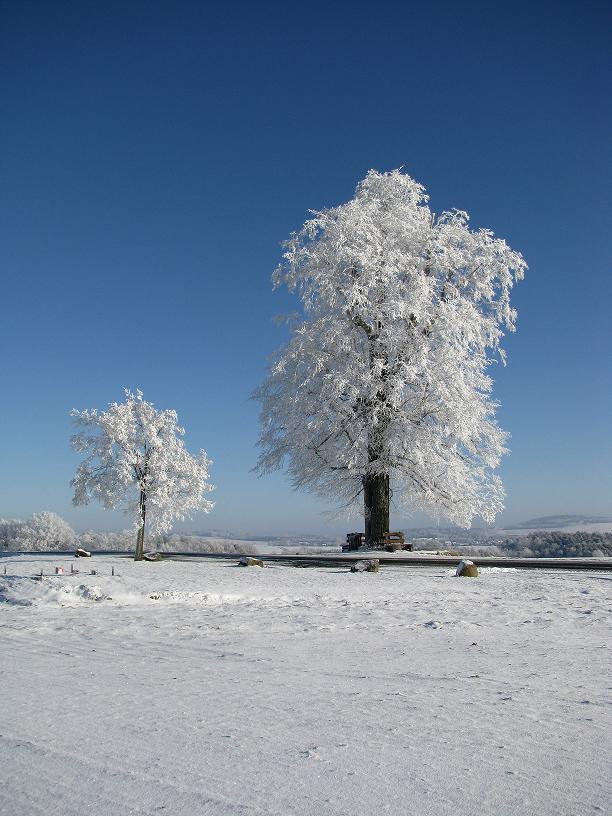
Pfarrlinde im Januar 2009

Die Pfarrlinde ist das Wahrzeichen der Gemeinde Frankenthal bei Bischofswerda. Zusammen mit dem Pfarrberg (335 m ü. NN), einem Ährenbund, Sense und Rechen wird sie im Gemeindesiegel abgebildet.
Die Winterlinde wurde im Jahr 1783 auf Geheiß der Pfarrfrau Theodora Janicaud auf dem Pfarrberg anlässlich der Geburt ihres ersten Sohnes gepflanzt. Sie ist heute ein Naturdenkmal und trägt eine Gedenktafel, deren Inschrift lautet:

„Frau Theodora Janicaud liess im Jahre 1783 diesen Baum zum Gedächtnis und Dank anlässlich der Geburt ihres ersten Sohnes pflanzen
Dieser Baum steht unter besonderer Obhut der Gemeinde Frankenthal und des Heimatschutzes“

Der Baumstamm der 25 Meter hohen Linde ist hohl. Die mächtige Baumkrone wird von drei etwa 10 cm dicken Adventivwurzeln versorgt, die im Innern des hohlen Baumstammes in die Höhe führen.
Bereits in den 1980er Jahren wurde der durch Blitzschlag geschwächten Linde gegenüber eine „Schwester“ gepflanzt, um das Wahrzeichen angesichts des hohen Alters auch für die Zukunft zu erhalten.

## Standort
Die Pfarrhufe zog sich von der Frankenthaler Kirche und Pfarre entlang der Ortsverbindungsstraße nach Rammenau. Der Pfarrberg ist mit 335 Metern deren höchste Erhebung und bildet gemeinsam mit der weithin sichtbaren Pfarrlinde „eine hervorragende Landmarke“.
Ihr Standort bietet einen sehr guten Blick auf das umgebende Oberlausitzer Bergland und die angrenzenden Ortschaften. Hinter dem „von pleistozänen Schmelzwasserablagerungen begleitete[n] Einzugsgebiet des Grunabaches zwischen Rammenau und Großharthau“ liegt im Südosten „das granidioritene Valtenberg-Rüdenberg-Massiv“, im Süden erkennt man das Lauterbacher Wäldchen und die Burg Stolpen. Bei gutem Wetter reicht die Sicht bis ins Erzgebirge.
Im Norden befindet sich der vierhundert Meter südlich von Oberrammenau gelegene Kleppischberg (343 m ü. NN). Dessen Baumgruppe aus fünf im Kreis stehenden Linden wurde im Jahr 1817 gepflanzt und steht ebenfalls unter Schutz. Im Tal, westlich der Ortsverbindungsstraße Richtung Rammenau, liegt der Pfarrbusch, ein Kiefern-Fichten-Forst an der Flurgrenze zu Hauswalde.

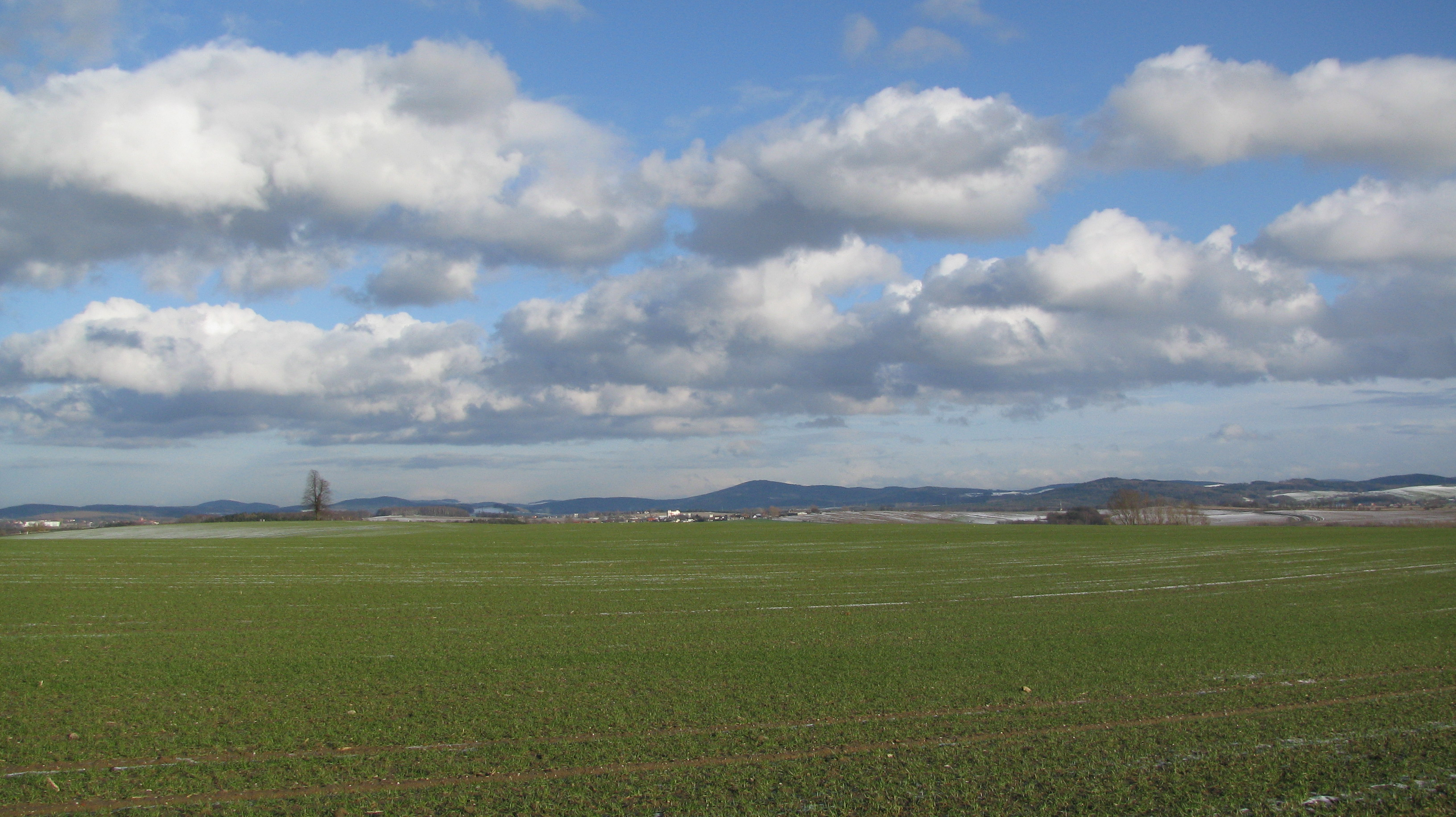
Blick zur Pfarrlinde, dahinter der Valtenberg
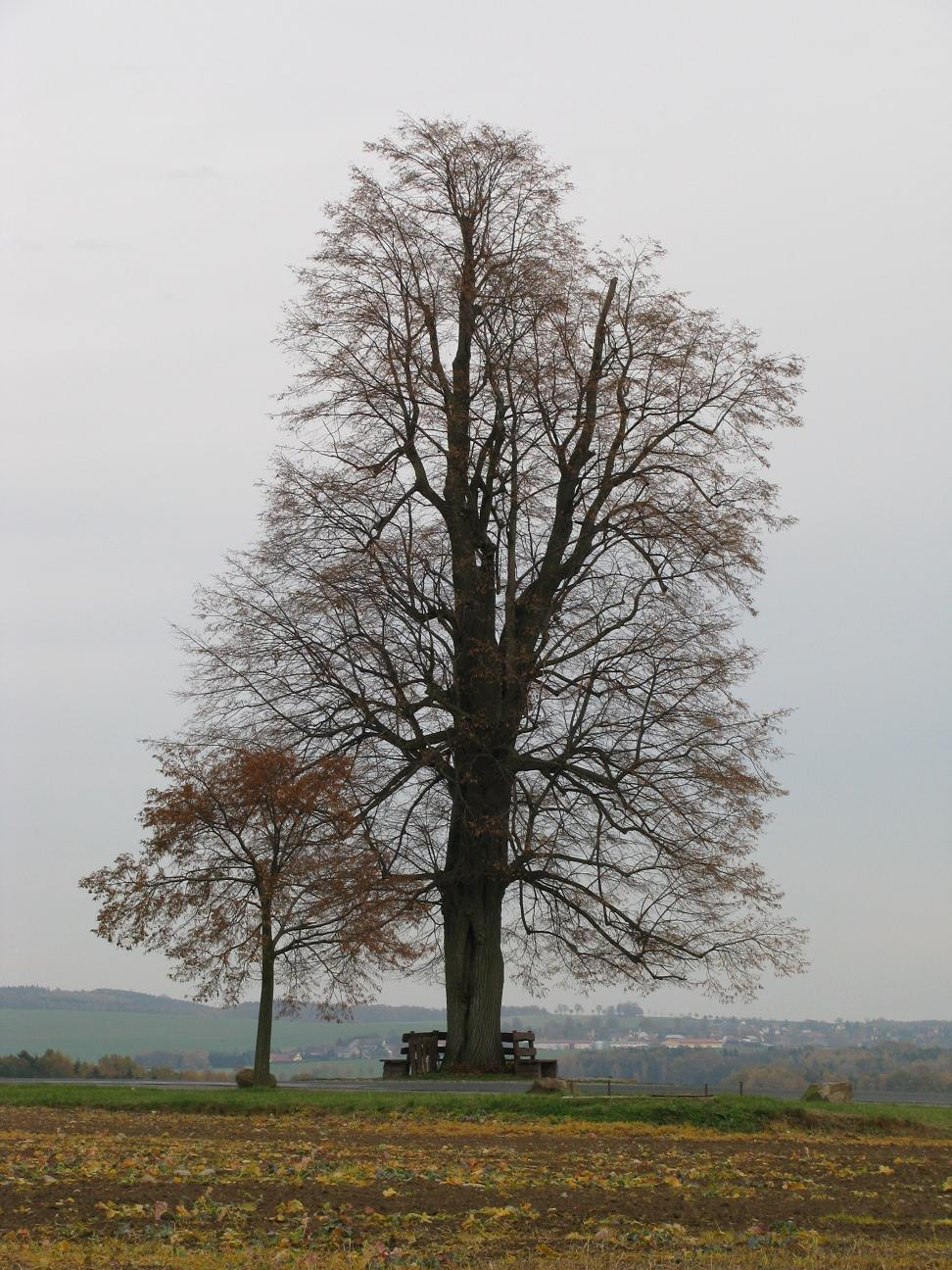
Die Linde im Oktober 2008
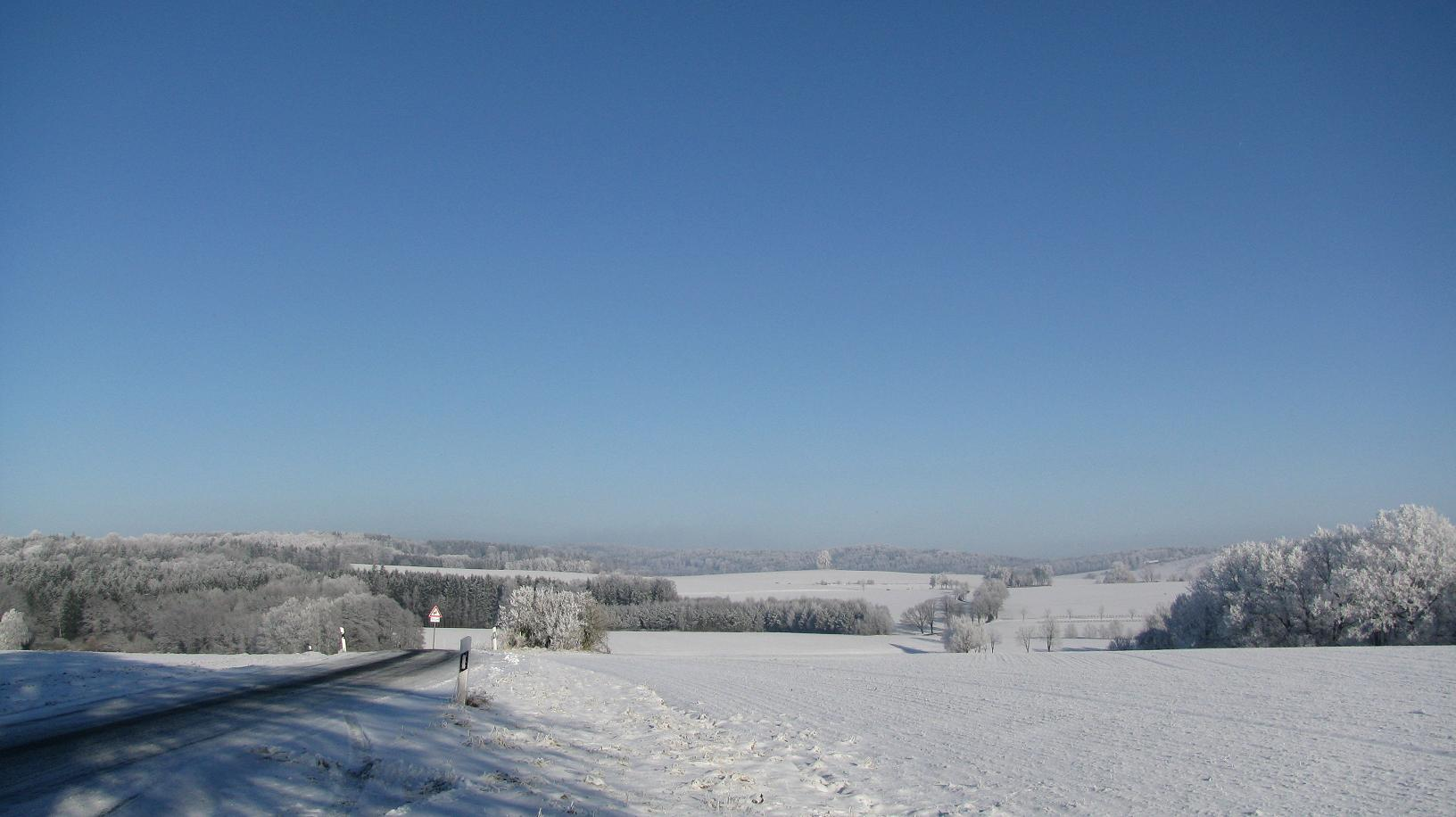
Blick vom Pfarrberg in Richtung Pfarrbusch, dahinter der Kleppischberg

## Familie Janicaud

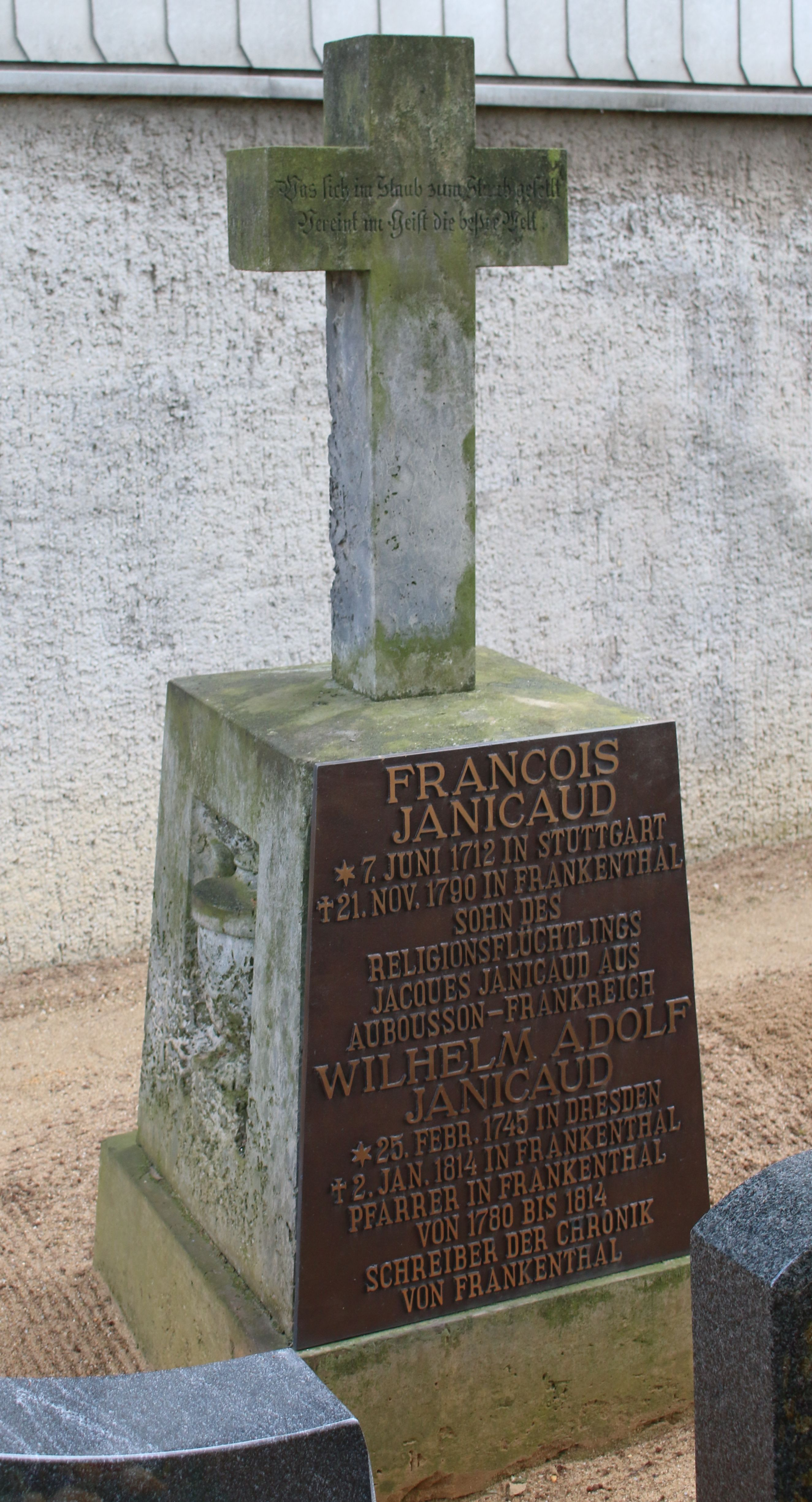
Grabmal mit Tafel auf dem Kirchhof. Zum Gedenken an den Religionsflüchtling Jacques, seinen Sohn Francois und den Enkel Wilhelm Adolf Janicaud, der Pfarrer in Frankenthal war.

Die Familie Janicaud lebte ursprünglich in der französischen Stadt Aubusson. Sie bekannte sich zum reformierten Glauben und wurde als Hugenotten verspottet und verfolgt. Als diese Religionsgruppe 1685 durch das Edikt von Fontainebleau ihre Religionsfreiheit wieder verlor und sich die Zustände im katholischen Frankreich unerträglich zuspitzten, flüchtete der 1663 geborene Tapetenweber Jakob Janicaud nach Württemberg. Er verstand es, Tapeten mit eingewebten Mustern herzustellen, und tüchtige Hugenotten wurden am Hofe Herzog Wilhelm Ludwigs herzlich willkommen geheißen. Als Anfang des 18. Jahrhunderts französische Heere plündernd einfielen, verließ er Stuttgart und gründete in Berlin eine Tapetenfabrik, später verpflanzte er seine kunstvolle Industrie an die Residenz des prunkliebenden August des Starken nach Dresden. Hier wurde 1712 sein Sohn Francois geboren, der als Nachfolger im väterlichen Gewerbe tätig war. Später unterrichtete er als Französischlehrer am Bautzener Gymnasium. Im Alter lebte er bei seinem Sohn Wilhelm Adolph Janicaud (1745–1814), der seit 1780 in Frankenthal Pfarrer war. Dieser heiratete am 20. Februar 1781 die Tochter des Pulsnitzer Oberpfarrers Wagner, Concordia Theodora, sie bekamen noch neun weitere Kinder.